# 유광상
유광상(영어: Yoo Kwangsang, 1954년 6월 16일 ~ )은 대한민국의 정치인이다.
그는 한양대학교 지방자치대학원에서 석사 학위를 취득하였으며 새정치민주연합 정책위원회 부위원장, 제8, 9대 서울시의회 의원을 역임하였다.

## 의정 활동
- 2018년 10월 : 서울장학재단 이사장
- 2015년 9월 : 서울특별시의회 예산결산특별위원회 위원
- 2015년 4월 : 서울특별시의회 항공기 소음 특별위원회 위원
- 2014년 7월 : 서울특별시의회 도시안전건설위원회 위원
- 2014년 8월 : 서울특별시의회 싱크홀 발생 원인조사 및 안전대책 특별위원회 위원
- 2012년 7월 : 서울특별시의회 도시안전위원회 위원장
- 2011년 9월 : 서울특별시의회 정책연구위원회 위원
- 2010년 12월 : 서울특별시의회 음식물쓰레기 자원선순환 종합대책지원특별위원회 위원
- 2010년 8월 : 서울특별시의회 예산결산특별위원회 위원
- 2010년 7월 : 서울특별시의회 도시관리위원회 위원
- 2018년 4월 : 영등포구청장 선거 예비후보자

## 대외
- 한국방송통신대학교 전국동문회 부회장
- 아이공유프로보노코리아 이사장
- 참사랑 실천연구회 회장

## 역대 선거 결과
|  | 49.71% |

|  | 50.61% |

|  | 49.26% |